# Margitai Láni Péter
Margitfalvi Margitai Láni Péter (? – Szatmár?, 1629 ősze) református lelkész, rövid ideig a Tiszántúli református egyházkerület püspöke 1629-ben.

## Életútja
Honi tanulása befejeztével külföldre ment és 1596. szeptember 22-én a wittenbergi egyetemre iratkozott be. 1598-ban hazatért. A következő évben rektor volt Göncön, 1600 szeptemberében és 1601 novemberében lelkész Vizsolyban. 1610 körül Nagybányára ment papnak és 1614-ben távozott el onnan. 1615-től Debrecenben lelkészkedett, s 1617. augusztus 28-án esperessé választotta a debreceni egyházmegye. 1618 júliusában Nagykállóba választották meg. s 1622-ben a szabolcsi egyházmegyének lett esperese. 1624-ben vagy utána Husztra vitték lelkésznek s itt is csakhamar esperesi tisztet foglalt el a máramarosi egyházmegyében. Ezt a hivatalát 1629. február 18-án tiszántúli püspökké választása után is megtartotta ez év nyaráig, midőn Szatmárra hívták papnak. Még ebben az évben elhunyt.
Szorgalmas munkásságot fejtett ki az irodalom mezején. Művei a következő prédikációs könyvek: 
- A mindennapi könyörgő imádságnak magyarázatja. (Debrecen, 1616.) (II. kiad. uo. 1624.) Az Isten törvényének a szentírás szerint való igaz magyarázatja. (Uo. 1617.)
- Az apostoli credónak a szentírás szerint való igaz magyarázatja. (Uo. 1624.)
- Temető prédikációk (Keresszegi Herman István adta ki). (Uo. 1632.) (II. kiad. „Temetéskorra való prédikációk” c. alatt uo. 1644.)

Írt még epigrammát Grawer Albert ellen a Gönci István „Panharmóniá”-ja elé (1599.) és ajánlólevelet a Kecskeméti Alexis János „Dániel könyvének magyarázata” (1621) elébe.